# 美卡音像
美卡音像，全称广东美卡文化音像有限公司，是一家中国大陆的唱片公司，于1994年在广东成立。公司主要业务为代理發行各大唱片公司旗下歌手的唱片。早期美卡音像压碟均在香港。随着公司的壮大，后期都在大陆压碟。

## 沿革
2001年，美卡音像开始涉及唱片制作与艺人包装等业务，并在同年推出首位签约歌手魏雪漫的专辑。
2002年8月，TCL集团通过增资扩股，以广东美卡文化音像有限公司为龙头重组“TCL文化发展有限公司”，2003年底，TCL集团投资进驻广州科学城，建立TCL文化产业园。
2005年年底，美卡音像因为TCL集团全面亏损，项目投资过于盲目，开始衰落，以香港环球唱片、英皇娱乐、台湾愛貝克思为首的多数唱片公司终止与美卡音像的代理发行续约。
2006年，美卡提前交付给太合麦田两期（2004～2005）126万元版权费准备发行李宇春首张专辑 ，但却未在合同期限内收到对方提供的专辑制作材料。8月，大合麦田宣布单方面终止合约并将发行权交给天凯唱片，美卡于7月11日起诉太麦。同年，美卡由于投资失败资金短缺而倒闭。
随后，美卡唱片把版权卖给晶美唱片，晶美发行了多张被删减包装和唱片内页的再版碟。
美卡倒闭以后，原美卡部分股东组建星芸唱片（广东星芸影音有限公司），星芸也再版了多张美卡发行过的唱片。

## 公司曾用名
- 美卡音带有限公司
- 美卡音像有限公司
- TCL（美卡）音像有限公司
- 广东美卡文化音像有限公司

## 曾代理唱片公司
- 台湾上华
- 香港风行
- 英皇娱乐
- 索尼唱片
- 环球唱片
- 华纳唱片
- 正东唱片
- EMI（百代唱片）
- EEI
- BMG
- 太合麦田
- 台湾福茂唱片
- 魔岩唱片
- 滚石唱片
- 点将
- 友善的狗
- 飞图娱乐
- 嘉音